# Andrija Mandić

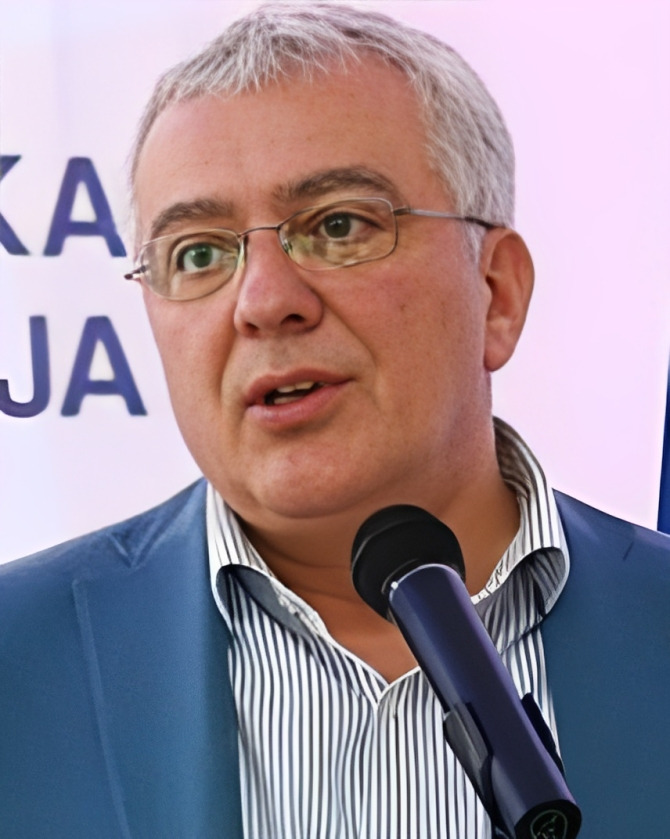
Andrija Mandić, 2018

Andrija Mandić (kyrillisch: Андрија Мандић; * 19. Januar 1965 in Šavnik) ist der Vorsitzende und einer der Mitbegründer der montenegrinischen Partei Nova srpska demokratija (Neue Serbische Demokratie, NSD), die 2009 durch die Vereinigung der Serbischen Volkspartei mit der Neuen Sozialistischen Partei entstand. Mandić war zuvor bereits Vorsitzender der Serbischen Volkspartei.
Mandić diplomierte an der metallurgisch-technischen Fakultät in Podgorica. Seit 2001 ist er Abgeordneter im montenegrinischen Parlament. Er war Spitzenkandidat der Listenvereinigung Serbische Liste bei der Parlamentswahl 2006 und der NSD bei der Parlamentswahl 2009.
Er kandidierte für das Amt des montenegrinischen Präsidenten bei den montenegrinischen Präsidentschaftswahl 2008. Mandić erreichte mit 64.473 Stimmen (19,55 %) einen Stimmenzuwachs von 14.743 Stimmen für seine Listenvereinigung Serbische Liste im Vergleich zu der letzten Parlamentswahl 2006 in Montenegro bei der 49.730 Stimmen an die Serbische Liste und Andrija Mandić als Kandidaten für das Amt des Premiers gingen. Die Oppositionskandidaten erreichten zusammen 158.669 Stimmen (48,11 %). Mandić verfehlte damit, wie die anderen Oppositionskandidaten, das zum Wahlsieg erklärte wichtige Wahlziel; das Erreichen der zweiten Wahlrunde, da der Amtsinhaber Filip Vujanović die 50 %-Hürde für die erfolgreiche Wahl zum Präsidenten in der ersten Wahlrunde mit nur 1,88 % oder 6.215 Mehrstimmen überwand. Bei der Präsidentschaftswahl 2023 kandidierte er erneut, kam jedoch nicht in die Stichwahl.